# Lucio Vibio Sabino
Lucio Vibio Sabino (en latín, Lucius Vibius Sabinus) fue un senador romano que vivió en el siglo I. Su hija Vibia Sabina se casó con el emperador Adriano. Poco se sabe sobre su familia, pero Sabino provenía de una familia de rango consular. Pudo haber estado relacionado con Lucio Junio Quinto Vibio Crispo, tres veces cónsul, y su hermano Quinto Vibio Segundo, cónsul en 86.
Sabino se convirtió en el segundo marido de la sobrina de Trajano, Salonina Matidia. Matidia y él tuvieron una hija, Vibia Sabina (83-136 / 137). Sabino pudo haber muerto poco después del nacimiento de su hija, porque en su discurso fúnebre por Matidia, el emperador Adriano alude a su larga viudez. Vibia Sabina se casó con su lejano primo materno y heredero de Trajano, el futuro emperador Adriano, en algún momento antes del año 101.
Ronald Syme ha argumentado que un par de inscripciones fragmentarias de Asisium se refieren a Sabino. Si es correcto, esto significaría que era miembro del septemviri epulonum, uno de los cuatro sacerdocios romanos antiguos más prestigiosos. Syme también ha argumentado que, basándose en una lectura conservada en copias posteriores de los Fasti Consulares que indica que Sabino y Arrio Antonino eran colegas consulares, lo que significa que fue cónsul suffectus en el año 97, una lectura que Theodor Mommsen había juzgado como poco confiable. 
Anthony Birley aceptó el argumento de Syme. En su propio estudio sobre los cónsules suffectus del año 97, Fausto Zevi rechazó el argumento de Syme por varios motivos, y argumentó que "Sabino" en el fasti posterior era una corrupción de "Pisón", Calpurnio Pisón, el nombre con el que esta parte del Soportes Fasti Ostienses. Zevi también descarta la identificación de Sabino con las inscripciones de Asisium por basarse en información insuficiente.
Basado en una inscripción que conserva la oración fúnebre de Adriano sobre su difunta esposa Matidia, Sabino había muerto no más tarde del año 98.